# Saint-Étienne-au-Mont
Saint-Étienne-au-Mont è un comune francese di 5 107 abitanti situato nel dipartimento del Passo di Calais nella regione dell'Alta Francia.

## Storia

### Simboli
Lo stemma è stato creato nel febbraio del 1965. L'amministrazione comunale, invece di riprendere lo storico blasone dei siniscalchi del Boulonnais, ha voluto rappresentare il ponte che ha dato il nome all'abitato di Pont de Briquoise e che venne costruito — secondo lo storico Floro — da Druso maggiore tra il XII e il IX sec. a.C. a valle di Isques nel punto in cui la valle si restringe, per unire le due sponde e collegare la penisola di Outreau e l'area a sud della Liane con Gesoriacum  (Boulogne-sur-Mer).
Le api d'oro, elementi dell'araldica napoleonica, rievocano la storica presenza, del camp de Boulogne di Napoleone, allestito dal 1803 al 1805 in previsione di uno sbarco in Gran Bretagna, quando Pont de Briques funse da residenza imperiale. Allo stesso tempo simboleggiano le attività industriali della verdeggiante valle del fiume Liane.

## Società

### Evoluzione demografica
Abitanti censiti